# The Beautiful Game
The Beautiful Game è un album in studio del gruppo musicale britannico Acoustic Alchemy, pubblicato nel 2000.

## Tracce
1. The Sweet Science
2. The Panama Cat
3. Trail Blazer
4. The Beautiful Game
5. Hats of Magic
6. Tête à Tête
7. The Last Flamenco
8. Kidstuff
9. Big Sky Country
10. Hold On to Your Heart
11. Jubilation
12. Big Sky Country (Nashville version)
13. Trail Blazer (Nashville version)